# JUST Calc
JUST Calc(ジャスト カルク)は、ジャストシステムが法人向けに販売する表計算ソフトウェアである。同社が法人向けに販売する「JUST Office」に含まれるほか、個人向けの「一太郎 スーパープレミアム」(2012承～2019)、「一太郎 プラチナ」(2020以降)にも含まれる。

## 概要
Microsoft Officeが2007以降に、UIやファイル形式等を大幅に仕様変更したことをきっかけに、安価にMicrosoft Excel 2003相当の機能を提供することを目指して開発が始められた表計算ソフトウェアである。Microsoft Excel(xlsx,xlsm)のファイル形式の入出力に対応する。ジャストシステムが販売している三四郎(jsd)のファイルの読み書きには非対応で、三四郎でExcel形式に保存し直す必要がある。このため、「一太郎 スーパープレミアム」(2012 承 以降)購入者には「三四郎ファイル一括変換ツール」が提供されている。また、JUST OfficeのStandard版に含まれる 「JUST Calc」のみ、OpenOffice.org Calc(ods)のファイルの入出力にも対応する。
長らく個人ユーザー向け版はマクロには非対応であったが、「一太郎2015 スーパープレミアム 30周年記念パック」に含まれる「JUST Calc」からは個人版もマクロ対応となった。ただし、法人版、個人版ともに2015年2月現在、マクロの読み込みと実行に対応しているだけで、編集機能は未実装である。アップデータにはパッケージ製品とライセンス製品共通のものと、ライセンス製品専用のものとがある。2014年までのスーパープレミアムに搭載されていた製品のマクロ機能の対応は未定となっている。

## 動作環境
動作環境を参照

## 歴史
- 2011年6月9日 - 初版が発売。
- 2015年6月10日 - JUST Calc 3が発売。
- 2018年6月8日 - JUST Calc 4が発売。
- 2019年6月14日 - JUST Calc 4 /R.2が発売。
- 2022年6月10日 - JUST Calc 5が発売。